# Unreal (sèrie de televisió)
|  | Per a altres significats, vegeu «Unreal». |

Unreal (estilitzat com a UnREAL'') és una sèrie de televisió de drama estatunidenca que es va estrenar en Lifetime l'1 de juny de 2015. Protagonitza Shiri Appleby com una jove productora de telerealitat empesa per la seva cap sense escrúpols (Constance Zimmer) per empassar-se la seva integritat i fer el que cal per reunir contingut obscè a l'espectacle. L'espectacle va ser creat per Marti Noxon i Sarah Gertrude Shapiro, i va ser inspirat pel premiat curt independent de Shapiro Sequin Raze.
Unreal ha rebut elogis dels crítics, i va ser anunciat per una segona temporada el juliol 2015. La segona temporada es va estrenar el 6 de juny de 2016. El 2 de juny de 2016, la sèrie va ser renovada per a una tercera temporada abans de l'estrena de la segona temporada.

## Argument
La productora de telerealitat Rachel Goldberg torna per a una nova temporada de Everlasting, un popular programa de cites, després d'haver sofert una èpica crisi la temporada anterior. Amb una reputació per reconstruir i amb Quinn King, l'exigent productora executiva de la sèrie seguint molt de prop els seus passos, Rachel ha de treure a la superfície la millor de les seves habilitats: la manipulació dels concursants per crear el drama escandalós que els espectadors de Everlasting esperen.

## Papers principals
| Actor                  | Personatge      | Temporada | Temporada | Temporada | Temporada |
| Actor                  | Personatge      | 1         | 2         |           |           |
| ---------------------- | --------------- | --------- | --------- | --------- | --------- |
| Shiri Appleby          | Rachel Goldberg | Principal | Principal |           |           |
| Constance Zimmer       | Quinn King      | Principal | Principal |           |           |
| Craig Bierko           | Chet Wilton     | Principal | Principal |           |           |
| Josh Kelly             | Jeremy Carver   | Principal | Principal |           |           |
| Jeffrey Bowyer-Chapman | Jay             | Principal | Principal |           |           |
| Freddie Stroma         | Adam Cromwell   | Principal | Convidat  | Convidat  |           |
| Johanna Braddy         | Anna Martin     | Principal |           |           |           |
| Aline Elasmar          | Shia            | Principal |           |           |           |
| Nathalie Kelley        | Grace           | Principal |           |           |           |
| Ashley Scott           | Mary Newhouse   | Principal |           |           |           |
| Breeda Wool            | Faith           | Principal |           |           |           |
| B.J. Britt             | Darius Hill     |           | Principal |           |           |
| Monica Barbaro         | Yael            |           | Principal |           |           |
| Denée Benton           | Ruby            |           | Principal |           |           |
| Michael Rady           | Coleman         |           | Principal |           |           |
| Genttry White          | Romeo           |           | Principal |           |           |
| Christopher Cousins    | Gary            |           | Principal |           |           |
| Bruce Davison          | Randy           |           | Principal |           |           |
| Meagan Tandy           | Chantal         |           | Principal |           |           |
| Kim Matula             | Tiffany         |           | Principal |           |           |
| Lindsay Musil          | Beth Ann        |           | Principal |           |           |
| Monique Ganderton      | Brandi          |           | Principal |           |           |
| Jessica Sipos          | Hayley          |           | Principal |           |           |
| Elizabeth Whitmere     | Dominique       |           | Principal |           |           |
| Sunnita Prasad         | London          |           | Principal |           |           |
| Karissa Tynes          | Jameson         |           | Principal |           |           |

## Episodis
| Temporada | Temporada | Episodis | Emissió original | Emissió original |
| Temporada | Temporada | Episodis | Inici            | Final            |
| --------- | --------- | -------- | ---------------- | ---------------- |
|           | 1         | 10       | 1                | 3                |
|           | 2         | 10       | 6                | N/A              |

## Desenvolupament

### Producció
El 30 de juliol de 2013, Lifetime va ordenar un pilot per Unreal, inspirat en el guardonat curtmetratge independent de Sarah Gertrude Shapiro Sequin Raze. Shapiro havia treballat anteriorment en el programa de telerealitat estatunidenca The Bachelor. El pilot va ser escrit per Marti Noxon i Shapiro, i dirigit per Peter O'Fallon. El 6 de febrer de 2014, Lifetime oficialment va donar llum verda a la sèrie, ordenant 10 episodis per a la primera temporada. El març de 2015, es va donar a conèixer que la sèrie seria estrenada l'1 de juny de 2015. El 6 de juliol de 2015, Unreal va ser renovada per a una segona temporada de 10 episodis, que s'estrenà el 2016. La segona temporada continuaria mostrant l'espectacle de ficció, Everlasting, amb Quinn i Rachel tornant com a personatges principals.

### Càsting
Al setembre de 2013, Shiri Appleby va ser el primer membre de repartiment a ser anunciada, sent triada per al paper principal de Rachel Goldberg, una jove productora en el reality de cites. Freddie Stroma va ser l'actor a integrar-se a l'elenc de la sèrie en el paper d'Adam Cromwell, el solter intel·ligent i ric en la sèrie de cites. Poc després, Josh Kelly va signar per al paper de Jeremy, l'ex-xicot de Rachel qui treballa com a camarògraf en el reality. Breeda Lana va ser seleccionada per interpretar a Faith, un dels concursants en la sèrie. A principis de novembre, Megyn Price, Nathalie Kelley i Johanna Braddy es van unir a la sèrie. Price va signar per interpretar el paper de Quinn King, una dona controladora i productora executiva de la sèrie; Kelley es va unir en el paper de Grace, una dissenyadora/model de ressò de vestits de bany i concursant en la sèrie; mentre Braddy va ser triada com Anna, una fanàtica del control i advocada que també és una de les contendents en la sèrie, qui pateix bulímia. Més tard, Ashley Scott va ser triada per donar vida a Mary, una mare soltera d'una filla de 4 anys, qui s'uneix a la sèrie amb l'esperança de trobar l'amor. El juny de 2014, Price va ser reemplaçada per Constance Zimmer en el paper de Quinn. El 22 de juliol de 2014 es va anunciar que Craig Bierko va ser triat com a Chet, creador del reality. El 8 d'agost de 2014, es va anunciar que JR Bourne i Siobhan Williams van ser triats per aparèixer de forma recurrent en la sèrie. Bourne interpreta a un drogoaddicte en recuperació i ex-xicot i excompany d'escriptura de Quinn; mentre que Williams donaria vida a Lizzie, la nova maquillista de Everlasting, qui és també la xicota de Jeremy.

## Recepció

### Recepció de la crítica
Al maig de 2015, Unreal va ser un dels cinc guardonats en la categoria "Nova sèrie" més emocionant en la televisió en la cinquena edició dels Premis de la Crítica Televisiva.